# Sant Martí d'Arestui
Sant Martí d'Arestui és una església sufragània al poble d'Arestui, en el terme municipal de Llavorsí, a la comarca del Pallars Sobirà. És a l'extrem nord-oriental del poble. En depenia l'ermita de Sant Jaume.

## Descripció
Petita església d'una sola nau, amb façana a migdia i capçalera rectangular al nord. La façana, mig amagada per edificacions adossades, presenta una porta de mig punt dovellada, amb clau o dovella central més alta que les altres, per damunt de la qual s'obre un petit òcul. Originàriament, la coberta era a dues aigües, amb porta i òcul de la façana centrats respecte al pinyó. Posteriorment, el llosat passà a ser d'una sola vessant, transformació visible en l'aparell de la part alta de la façana.
A l'esquerra de la nau i sobresortint entre les altres edificacions adossades, es troba el campanar, rematat per un xapitell de llicorella.
Façana mig coberta per un arrebossat de calç.